# Мъскоги (окръг, Джорджия)
Окръг Мъскоги (на английски: Muscogee County) е окръг в щата Джорджия, Съединени американски щати. Площта му е 572 km², а населението – 188 660 души. Административен център е град Калъмбъс.